# Trattato dell'Aia (1661)
Il Trattato dell'Aia (noto anche come Trattato di Den Haag) venne firmato nel 1661 tra i rappresentanti dell'Impero coloniale olandese e quelli dell'Impero portoghese. In base ai termini del trattato, la Repubblica delle Sette Province Unite riconosceva la sovranità portoghese sul Brasile olandese in cambio di un compenso di 4 milioni di real, equivalenti a 2 milioni di Caroli Guilder, dilazionati in un periodo di 16 anni.

## Storia
Nel 1648-49 i luso-brasiliani sconfissero gli olandesi nella prima e nella seconda battaglia di Guararapes, e gradualmente recuperarono le colonie portoghesi del Brasile e dell'Angola. Inoltre, le guerre tra Inghilterra e Repubblica olandese stavano indebolendo il potere olandese ovunque. Nel gennaio 1654 gli olandesi si arresero e firmarono il trattato di Taborda, ma solo come patto provvisorio (tregua). 
Con la fine della prima guerra anglo-olandese, la Repubblica delle sette province unite iniziò, nel maggio 1654, a chiedere la restituzione del Brasile olandese. Il Gran pensionario olandese, Johan de Witt, non era d'accordo con queste tattiche forti perché pensava che il commercio fosse più importante del possesso dei territori. Pertanto, venne firmato un trattato di pace il 6 agosto 1661 a L'Aia secondo il quale il Brasile olandese fu venduto al Portogallo per l'equivalente somma di 63 tonnellate di oro. Il trattato in seguito portò a un accordo su Java olandese e sul portoghese Timor Est, secondo il quale gli olandesi promisero di non entrare o chiedere Timor a seguito del trattato dell'Aia, dichiarando che nessuno di questi poteri avrebbe costituito motivo per dichiarare guerra l'uno contro l'altro o reclamare o entrare nel loro territorio o colonie.